# UIL (기업)
유아이엘 주식회사는 대한민국의 휴대폰 및 전자담배부품 기업이다. 또한 미국의 담배 기업 PMI에 전자담배를 대한민국에서 유일하게 납품하고 있다.